# Seraphino Antao
Seraphino Antao (ur. 30 października 1937 w Mombasie, zm. 6 września 2011 w Londynie) – kenijski lekkoatleta specjalizujący się w biegach sprinterskich, dwukrotny uczestnik letnich igrzysk olimpijskich (Rzym w 1960 oraz Tokio w 1964).
Urodził się w Mombasie w rodzinie pochodzącej z Goa. Wystąpił na igrzyskach Imperium Brytyjskiego i Wspólnoty Brytyjskiej w 1958 w Cardiff, ale bez sukcesów. Na igrzyskach olimpijskich w 1960 w Rzymie odpadł w półfinale biegu na 100 metrów, ćwierćfinale biegu na 200 metrów i eliminacjach biegu na 110 metrów przez płotki.
Największy sukces odniósł na igrzyskach Imperium Brytyjskiego i Wspólnoty Brytyjskiej w 1962 w Perth. Zwyciężył tam w biegach na 100 jardów i na 220 jardów, a także zajął 5. miejsce w sztafecie 4 × 440 jardów. W tym samym roku zwyciężył na obu tych dystansach indywidualnych w mistrzostwach Wielkiej Brytanii (AAA).
Na igrzyskach olimpijskich w 1964 w Tokio był chorążym reprezentacji Kenii. Przed pierwszym startem zachorował, co odbiło się na jego wynikach. W biegu na 100 metrów odpadł w eliminacjach, a w biegu na 200 metrów w ćwierćfinale. Wkrótce potem zakończył karierę sportową. Później mieszkał w Wielkiej Brytanii.

## Rekordy życiowe
- bieg na 100 metrów – 10,3 – 1961
- bieg na 200 metrów – 20,4y – 1964
- bieg na 110 metrów przez płotki – 14,3y – 1960